# (3063) Machaon

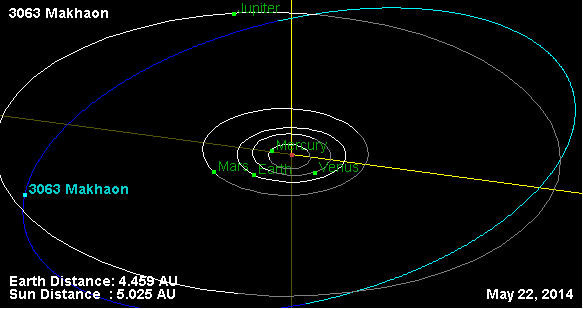

(3063) Machaon est un astéroïde troyen de Jupiter situé au point de Lagrange L4 du système Soleil-Jupiter, dans le « camp grec ». Il a été nommé d'après le héros grec Machaon, qui combattit durant la guerre de Troie. Il a été découvert par Lioudmila Karatchkina à Naoutchnyï en Ukraine le 4 août 1983.